# 薩梅齊河 (塞雷特河支流)
49°55′27″N 25°14′54″E / 49.92417°N 25.24833°E
薩梅茨河（羅馬化：Samets）是烏克蘭西部的河流，屬於塞雷特利維河的左支流。該河發源自斯特博里夫卡以北，流經利維夫州的佐洛奇夫區，河口處在奧里希夫奇克以東，河道全長10公里。